# Jacob Johann Hagenbach
Jacob Johann Hagenbach, né à Bâle probablement en 1802 et mort le 1er janvier 1825, est un entomologiste suisse.

## Publications
- Insectorum Helvetiae exhibientia vel species novas vel nondum depictas. Basileae, vol. 12, fasc. 1, 48 pages. + 15 planches. (1822) (lire en ligne  volume 1, volume 2)
- Insecta Coleoptrata, quae in itineribus suis, praesertim alpinis, collegerunt David Henricus Hoppe, Dr., et Fridericus Hornschuch, Dr., A. C. N. C. S. S. cum notis et descriptionibus Iacobi Sturm et Iacobi Hagenbach. Nova Acta Phys.Med. Acad. Caes. Leop.-Carol., 12 (2): 477-490, pl. XLV. (1825)

## Source
- (en) Cet article est partiellement ou en totalité issu de l’article de Wikipédia en anglais intitulé « Jacob Johann Hagenbach » (voir la liste des auteurs).